# Finder Darts Masters
| Finder Darts Masters          | Finder Darts Masters                                                     |
| ----------------------------- | ------------------------------------------------------------------------ |
|                               |                                                                          |
| Sportart                      | Darts                                                                    |
| Organisator                   | BDO & WDF                                                                |
| Turnierart                    | Ranglistenturnier                                                        |
| Austragungsort                | Zuiderduin Hotel, Egmond aan Zee                                         |
| Austragungszeitraum           | Dezember                                                                 |
| Rekordsieger                  | Raymond van Barneveld (4×) (Männer) Anastasia Dobromyslova (3×) (Frauen) |
| Sieger der letzten Austragung | Glen Durrant (Männer) Lisa Ashton (Frauen)                               |

Das Finder Darts Masters, auch bekannt als Zuiderduin Masters, war ein Dartsturnier, welches von 1995 bis 2018 ausgetragen wurde. Austragungsort war seit 2001 das Zuiderduin Hotel in Egmond aan Zee (Niederlande). Organisiert wurde das Event von der BDO.

## Historie
Das Turnier wurde 1995 erstmals unter dem Namen Dutch Grand Masters ausgetragen. Von 1997 bis 1999 setzte man das Turnier aus. Ab 2000 wurde es unter dem Namen European Grand Masters wieder eingeführt. Im Jahr 2001 bekam das Event zudem einen festen Austragungsort, das Zuiderduin Hotel in Egmond aan Zee. Aufgrund wechselnder Sponsoren, wurde das Turnier abermals umbenannt (Von 2001 bis 2004 als Doeland Grand Masters, 2005 als Leendesk Masters). Als die meisten Sponsoren absprangen, entschied man 2007, aufgrund des Austragungsortes, das Turnier in Zuiderduin Masters umzubenennen. Acht Jahre später, im Jahr 2015, erwarb das Unternehmen Finder die Namensrechte des Turnieres und wurde deshalb bis 2018 als Finder Darts Masters bezeichnet.
Bis 2008 wurde das Turnier zur Berechnung der Weltrangliste nicht berücksichtigt. Da es sich seitdem aber um ein Ranglistenturnier handelte, wurde seit 2008 auch ein separates Frauenturnier ausgetragen. Traditionell fand das Finder Darts Masters im Dezember, einen Monat vor der BDO-Weltmeisterschaft statt. Seit 2019 wird das Turnier nicht mehr ausgetragen, wie der Organisator verkündete.

## Finalergebnisse

### Männer
| Jahr                   | Austragungsort                   | Sieger                | Ergebnis          | Finalist          | Preisgeld         | Preisgeld         |
| Jahr                   | Austragungsort                   | Sieger                | Ergebnis          | Finalist          | Gesamt            | Sieger            |
| ---------------------- | -------------------------------- | --------------------- | ----------------- | ----------------- | ----------------- | ----------------- |
| Dutch Grand Masters    |                                  |                       |                   |                   |                   |                   |
| 1995                   | ???                              | Raymond van Barneveld | 4 : 3             | Richie Burnett    | ???               | ???               |
| 1996                   | ???                              | Martin Adams          | 4 : 2             | Mervyn King       | ???               | ???               |
| 1997 bis 1999          | nicht ausgetragen                | nicht ausgetragen     | nicht ausgetragen | nicht ausgetragen | nicht ausgetragen | nicht ausgetragen |
| European Grand Masters |                                  |                       |                   |                   |                   |                   |
| 2000                   | Evenementenhal, Hardenberg       | Martin Adams          | 5 : 4             | Steve Beaton      | 25.500 €          | 5.000 €           |
| Doeland Grand Masters  |                                  |                       |                   |                   |                   |                   |
| 2001                   | Zuiderduin Hotel, Egmond aan Zee | Raymond van Barneveld | 5 : 1             | Andy Fordham      | 25.500 €          | 5.000 €           |
| 2002                   | Zuiderduin Hotel, Egmond aan Zee | Tony David            | 6 : 4             | Mervyn King       | 25.500 €          | 5.000 €           |
| 2003                   | Zuiderduin Hotel, Egmond aan Zee | Raymond van Barneveld | 6 : 1             | Mervyn King       | 33.500 €          | 5.000 €           |
| 2004                   | Zuiderduin Hotel, Egmond aan Zee | Raymond van Barneveld | 5 : 1             | Ted Hankey        | 33.500 €          | 5.000 €           |
| Leendesk Masters       |                                  |                       |                   |                   |                   |                   |
| 2005                   | Zuiderduin Hotel, Egmond aan Zee | Mervyn King           | 5 : 4             | Martin Adams      | 33.500 €          | 5.000 €           |
| 2006                   | nicht ausgetragen                | nicht ausgetragen     | nicht ausgetragen | nicht ausgetragen | nicht ausgetragen | nicht ausgetragen |
| Zuiderduin Masters     |                                  |                       |                   |                   |                   |                   |
| 2007                   | Zuiderduin Hotel, Egmond aan Zee | Gary Anderson         | 5 : 4             | Mark Webster      | 33.500 €          | 5.000 €           |
| 2008                   | Zuiderduin Hotel, Egmond aan Zee | Gary Anderson         | 5 : 4             | Scott Waites      | 33.500 €          | 5.000 €           |
| 2009                   | Zuiderduin Hotel, Egmond aan Zee | Darryl Fitton         | 5 : 2             | Martin Adams      | 33.500 €          | 5.000 €           |
| 2010                   | Zuiderduin Hotel, Egmond aan Zee | Ross Montgomery       | 5 : 4             | Robbie Green      | 33.500 €          | 5.000 €           |
| 2011                   | Zuiderduin Hotel, Egmond aan Zee | Scott Waites          | 5 : 4             | Darryl Fitton     | 33.500 €          | 5.000 €           |
| 2012                   | Zuiderduin Hotel, Egmond aan Zee | Stephen Bunting       | 5 : 0             | Alan Norris       | 33.500 €          | 5.000 €           |
| 2013                   | Zuiderduin Hotel, Egmond aan Zee | James Wilson          | 5 : 1             | Stephen Bunting   | 33.500 €          | 5.000 €           |
| 2014                   | Zuiderduin Hotel, Egmond aan Zee | Jamie Hughes          | 5 : 0             | Gary Robson       | 33.500 €          | 5.000 €           |
| Finder Darts Masters   |                                  |                       |                   |                   |                   |                   |
| 2015                   | Zuiderduin Hotel, Egmond aan Zee | Glen Durrant          | 5 : 2             | Martin Adams      | 33.500 €          | 5.000 €           |
| 2016                   | Zuiderduin Hotel, Egmond aan Zee | Glen Durrant          | 5 : 3             | Jamie Hughes      | 33.500 €          | 5.000 €           |
| 2017                   | Zuiderduin Hotel, Egmond aan Zee | Danny Noppert         | 5 : 3             | Jim Williams      | 33.500 €          | 5.000 €           |
| 2018                   | Zuiderduin Hotel, Egmond aan Zee | Glen Durrant          | 5 : 3             | Richard Veenstra  | 33.500 €          | 5.000 €           |

### Frauen
| Jahr                 | Austragungsort                   | Sieger                   | Ergebnis          | Finalist                 | Preisgeld         | Preisgeld         |
| Jahr                 | Austragungsort                   | Sieger                   | Ergebnis          | Finalist                 | Gesamt            | Sieger            |
| -------------------- | -------------------------------- | ------------------------ | ----------------- | ------------------------ | ----------------- | ----------------- |
| Dutch Grand Masters  |                                  |                          |                   |                          |                   |                   |
| 1995                 | ???                              | Francis Hoenselaar       | 3 : 2             | Mandy Solomons           | ???               | ???               |
| 1996                 | ???                              | Deta Hedman              | 3 : 1             | Francis Hoenselaar       | ???               | ???               |
| 1997 bis 2007        | nicht ausgetragen                | nicht ausgetragen        | nicht ausgetragen | nicht ausgetragen        | nicht ausgetragen | nicht ausgetragen |
| Zuiderduin Masters   |                                  |                          |                   |                          |                   |                   |
| 2008                 | Zuiderduin Hotel, Egmond aan Zee | Lisa Ashton              | 2 : 0             | Trina Gulliver           | 6.100 €           | 1.750 €           |
| 2009                 | Zuiderduin Hotel, Egmond aan Zee | Julie Gore               | 2 : 0             | Tricia Wright            | 6.100 €           | 1.750 €           |
| 2010                 | Zuiderduin Hotel, Egmond aan Zee | Tricia Wright            | 2 : 1             | Francis Hoenselaar       | 6.100 €           | 1.750 €           |
| 2011                 | Zuiderduin Hotel, Egmond aan Zee | Deta Hedman              | 2 : 0             | Aileen de Graaf          | 5.300 €           | 1.750 €           |
| 2012                 | Zuiderduin Hotel, Egmond aan Zee | Anastassija Dobromyslowa | 2 : 1             | Aileen de Graaf          | 5.300 €           | 1.750 €           |
| 2013                 | Zuiderduin Hotel, Egmond aan Zee | Aileen de Graaf          | 2 : 0             | Anastassija Dobromyslowa | 5.300 €           | 1.750 €           |
| 2014                 | Zuiderduin Hotel, Egmond aan Zee | Anastassija Dobromyslowa | 2 : 1             | Aileen de Graaf          | 5.300 €           | 1.750 €           |
| Finder Darts Masters |                                  |                          |                   |                          |                   |                   |
| 2015                 | Zuiderduin Hotel, Egmond aan Zee | Fallon Sherrock          | 2 : 0             | Anastassija Dobromyslowa | 5.300 €           | 1.750 €           |
| 2016                 | Zuiderduin Hotel, Egmond aan Zee | Anastassija Dobromyslowa | 2 : 1             | Aileen de Graaf          | 5.300 €           | 1.750 €           |
| 2017                 | Zuiderduin Hotel, Egmond aan Zee | Aileen de Graaf          | 2 : 0             | Deta Hedman              | 5.300 €           | 1.750 €           |
| 2018                 | Zuiderduin Hotel, Egmond aan Zee | Lisa Ashton              | 2 : 1             | Fallon Sherrock          | 5.300 €           | 1.750 €           |

### Jugend
| Zuiderduin Masters   |                                  |                    |       |                     |
| 2011                 | Zuiderduin Hotel, Egmond aan Zee | Jimmy Hendriks     | 2 : 1 | Mike Zuydwijk       |
| 2012                 | Zuiderduin Hotel, Egmond aan Zee | Quin Wester        | 2 : 0 | Kenny Neyens        |
| 2013                 | Zuiderduin Hotel, Egmond aan Zee | Colin Roelofs      | 2 : 0 | Berry van Peer      |
| 2014                 | Zuiderduin Hotel, Egmond aan Zee | Callan Rydz        | 2 : 0 | Mike van Duivenbode |
| Finder Darts Masters |                                  |                    |       |                     |
| 2015                 | Zuiderduin Hotel, Egmond aan Zee | Justin van Tergouw | 2 : 0 | Maikel Verberk      |
| 2016                 | Zuiderduin Hotel, Egmond aan Zee | Maikel Verberk     | 2 : 0 | Owen Maiden         |
| 2017                 | Zuiderduin Hotel, Egmond aan Zee | Jarred Cole        | 2 : 0 | Nathan Girvan       |
| 2018                 | Zuiderduin Hotel, Egmond aan Zee | Keane Barry        | 2 : 0 | Levy Frauenfelder   |